# Callopistria nephrostictoides
Callopistria nephrostictoides là một loài bướm đêm trong họ Noctuidae.